# Chydaeopsis mindanaonis
Chydaeopsis mindanaonis är en skalbaggsart som beskrevs av Stefan von Breuning 1982. Chydaeopsis mindanaonis ingår i släktet Chydaeopsis och familjen långhorningar.
Artens utbredningsområde är Filippinerna. Inga underarter finns listade i Catalogue of Life.